# Karl Kruszelnicki

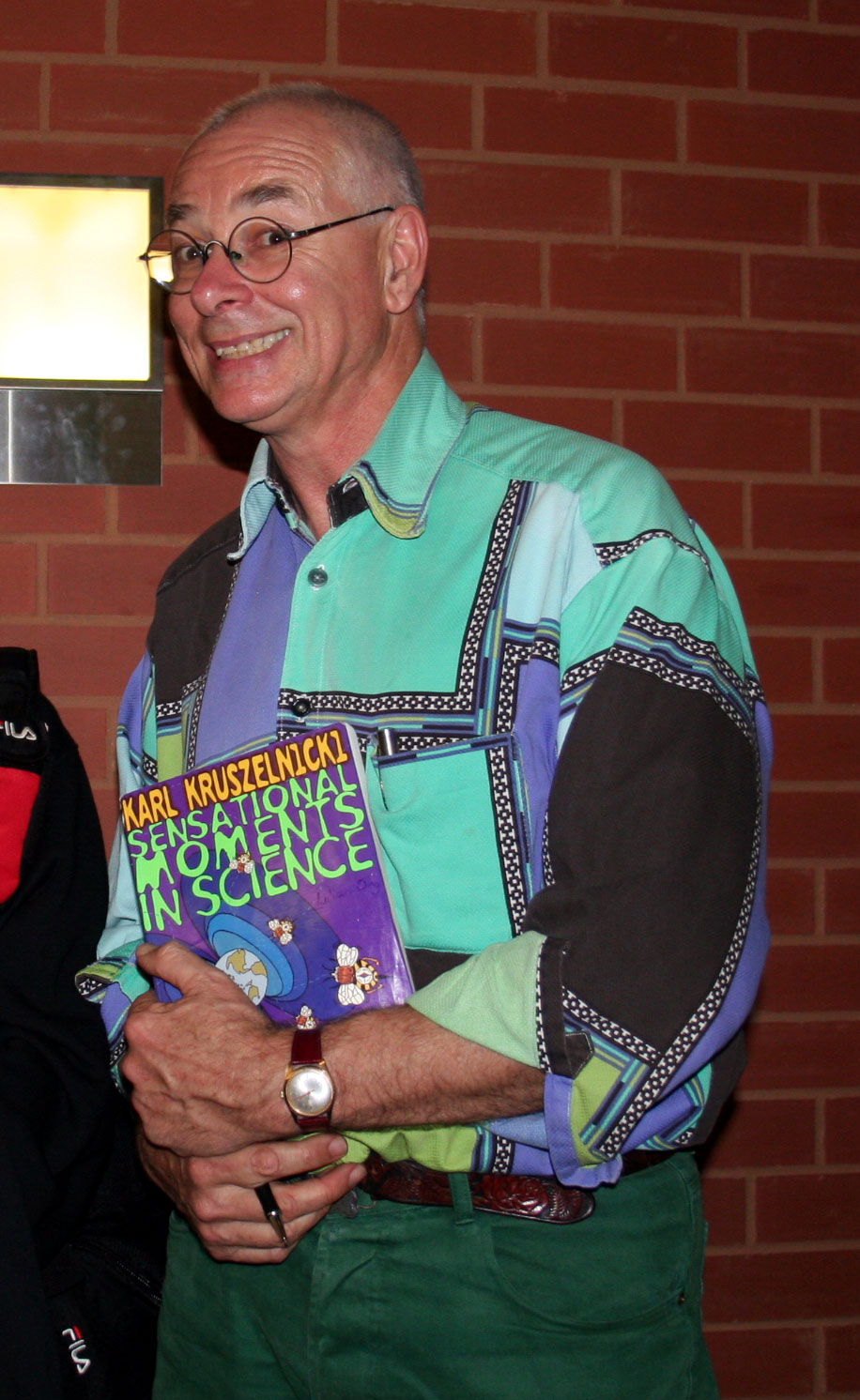
Karl Kruszelnicki

Karl Kruszelnicki (ur. 1948 w Helsingborgu) – naukowiec i popularyzator nauki w Australii. Znany głównie jako komentator naukowy w radiu i telewizji. Twierdzi, że jest spokrewniony z ukraińską śpiewaczką Salomeą Kruszelnicką.
Kruszelnicki jest autorem popularnonaukowym w gazetach The Age oraz Sydney Morning Herald. W radio występuje w programie Triple J, ze słuchalnością około 300 000 osób; wersja programu jest także dostępna jako podkast. W Wielkiej Brytanii występuje na BBC (Radio Five Live) gdzie odpowiada na pytania naukowe.
W 2002 otrzymał Nagrodę Ig Nobla za badania nad kłaczkami w pępku, przeprowadzone na podstawie odpowiedzi około 5000 osób słuchających Triple J. Wyniki badań zostały następnie opisane w czasopiśmie New Scientist. Jego badania prowadzone metodą statystyczną dowiodły, że:
- kłaczki w pępku składają się głównie z włókien z ubioru zmieszanych z komórkami skóry oraz z włosami
- przeciwnie do początkowych hipotez, migrują one do góry (od bielizny), a nie do dołu (z koszul, bluzek czy podkoszulek); ten kierunek jest wynikiem tarcia włosków skóry o majtki
- kobiety mają mniej kłaczków w pępku, ponieważ ich włoski są delikatniejsze i krótsze; odwrotnie wygląda sytuacja u starszych mężczyzn, którzy maja ostrzejsze i liczniejsze włosy
- charakterystyczne niebieskie zabarwienie brudów w pępku jest związane z niebieskimi włóknami często występującymi w odzieży
- paprochy w pępku nie stwarzają zagrożenia dla zdrowia człowieka.

Graham Barker z Perth w Zachodniej Australii jest wpisany do Księgi rekordów Guinnessa jako posiadacz rekordowo brudnego pępka. Zbierał kłaczki przez 20 lat, od 17 stycznia 1984, średnio dziennie 3,03 mg odpadów. Wbrew wynikom badań Kruszelnickiego, brudy pępkowe Barkera miały kolor czerwony, i to mimo tego, że rzadko nosił czerwone części garderoby.
Kruszelnicki otrzymał Order Australii od królowej Elżbiety II, w 2003 zdobył wyróżnienie Australijskiego Ojca Roku. Jest bardzo znany z powodu bardzo jaskrawych i kolorowych koszul, w których zawsze występuje w telewizji.
Ma stopnie naukowe z matematyki, inżynierii biomedycznej i medycyny; studiował też astrofizykę, filozofię i informatykę. Pracował jako fizyk, meteorolog, mechanik samochodowy, filmowiec, taksówkarz i lekarz.
Laureat Nagrody Kalinga za rok 2019.

## Książki
- Wiedza z sieci na cenzurowanym, Bauer-Weltbild Media (KDC), 2008, ISBN 978-83-7404-693-0
- Ciekawostki naukowe, czyli czym błysnąć w towarzystwie, Bauer-Weltbild Media (KDC), 2004, ISBN 83-7404-016-5
- Dis Information And Other Wikkid Myths: More Great Myths In Science, HarperCollins Publishers Pty Ltd, Australia, 2005, ISBN 0-7322-8060-5.
- Great Mythconceptions - Cellulite, Camel Humps and Chocolate Zits, HarperCollins Publishers Pty Ltd, Australia, 2004, ISBN 0-7322-8062-1.
- Bumbreath, Botox and Bubbles and other Fully Sick Science Moments, HarperCollins Publishers Pty Ltd, Australia, 2003, ISBN 0-7322-6715-3.
- Dr. Karl's Collection of Great Australian Facts & Firsts, HarperCollins Publishers Pty Ltd, Australia, 2002, ISBN 0-207-19860-8.
- Q&A With Dr. K - Why It Is So. Headless Chickens, Bathroom Queues and Belly Button Blues, HarperCollins Publishers Pty Ltd, Australia, 2001, ISBN 0-7322-5855-3.
- Fidgeting Fat, Exploding Meat & Gobbling Whirly Birds - New Moments 4, 1999.
- Ciekawostki naukowe II, Warszawa 2006, ISBN 83-7404-357-1 (austr. wydanie Munching Maggots, Noah's Flood and TV Heart Attacks and other cataclysmic science moments, HarperCollins Publishers Pty Ltd, Australia, 1998, ISBN 0-7322-5858-8)

Dr Karl's Collection of Great Australian Facts & Firsts
1. Ears, Gears and Gadgets, HarperCollins Publishers Pty Ltd, Australia, 1997, ISBN 0-207-19610-9.
2. Forests, Fleece & Prickly Pears, HarperCollins Publishers Pty Ltd, Australia, 1997, ISBN 0-207-19611-7
3. Flight, Food & Thingummygigs, HarperCollins Publishers Pty Ltd, Australia, 1997, ISBN 0-207-19612-5.
4. Flying Lasers, Robofish and Cities of Slime - and other brain-bending science moments, HarperCollins Publishers Pty Ltd, Australia, 1997, ISBN 0-7322-5874-X
5. Pigeon Poo the Universe & Car Paint - and other awesome science moments, HarperCollins Publishers Pty Ltd, Australia, 1996, ISBN 0-7322-5723-9
6. Sensational Moments in Science, Australian Broadcasting Corporation Enterprises, Sydney, Australia, 1995, ISBN 0-7333-0456-7
7. Absolutely Fabulous Moments in Science, Australian Broadcasting Corporation Enterprises, Sydney, Australia, 1994, ISBN 0-7333-0407-9
8. Bizarre Moments in Science, Australian Broadcasting Corporation Enterprises, Sydney, Australia, 1993, ISBN 0-7333-0210-6
9. Spacescape, Harcourt Brace Jovanovich, (Australia),1992, ISBN 0-7295-0876-6
10. Latest Great Moments in Science, Australian Broadcasting Corporation Enterprises, Sydney, Australia, ISBN 0-7333-0144-4